# 张嫔 (北魏孝明帝)
张氏，生卒年不详，北魏时人，魏孝明帝元诩的妃子，封嫔。
张氏是北魏权臣元叉（灵太后的妹夫）的外甥女，由于这层瓜葛受到灵太后重视。她的母亲是江阳王元继的女儿，元叉的同父姐姐；父亲是张显明（大太监张祐的养子），英俊出众。神龟二年（519年）冬，张氏入宫为世妇，很快加封为嫔。灵太后时代末期斗争激烈，元叉、元诩、灵太后先后败死。张嫔后半生的去向没有记载。